# TOKYO AFTER6
TOKYO AFTER6（とうきょうあふたーしっくす）はインターネットラジオのSuono Dolceで2007年4月2日から2012年3月30日まで放送されていた音楽番組。

## 概要
Suono Dolceがリブランドされる前のインターネットラジオステーション名であった、LFX mudigi時代に配信していた『ブロードバンド! ニッポンフライデースペシャル 丸の内OL探偵団』の実質後継番組。
丸の内のトワイライトタイムをイメージし、5人のナビゲーターがラブソングを送る生放送番組とコンセプトを示し、局として推している千代田区丸の内地区の積極的な情報発信とアーティストを招いて、生で楽曲を披露して貰う番組構成である。また、『丸の内OL探偵団』同様、芸能人では無い一般のOLがリポーターとして出演していた。

## 出演者

### パーソナリティ

#### 放送終了時点
- 月曜：荘口彰久（フリーアナウンサー、元ニッポン放送アナウンサー） - 2007年4月2日 - 2012年3月26日
- 火曜：キャサリン小林[注 1]（タレント） - 2007年4月5日 - 2012年3月27日
- 水曜：増田みのり（当時：ニッポン放送アナウンサー） - 2010年6月30日 - 2012年3月28日
- 木曜：中塚武[注 2]（歌手、サウンドクリエーター） - 2007年10月5日 - 2012年3月29日
- 金曜：光永泰一朗（シンガーソングライター）※第1週[注 3] - 2009年4月3日 - 2012年3月30日
河口恭吾（シンガーソングライター）※第2週 - 2010年10月8日 - 2012年3月9日
ナカムラヒロシ（音楽プロデューサー）※第3週 - 2010年10月15日 - 2012年3月2日
Paris match（ミズノマリ 、杉山洋介）※第4週 - 2010年10月22日 - 2012年3月23日

### リポーター
- 堀まゆみ（モデル）※月曜（隔週）
- 犬伏まり（モデル）※月曜（隔週）
- 岡本静香（コスメライター）※火曜 - 2008年4月 - 2012年3月28日

### 過去

#### パーソナリティ
- 瀬戸早妃（グラビアアイドル）※火曜 - 2007年4月3日 - 2007年7月31日
- 加藤いづみ（歌手）※金曜 - 2007年4月6日 - 2007年9月21日
- Mariko（Vanilla Moodリーダー、チェロ担当）[注 4] - 2007年4月4日 - 2008年9月25日
- 敦士[注 5]（モデル）※金曜 - 2007年8月1日 - 2009年3月27日
- Yui（Vanilla Mood、ヴァイオリン担当）※木曜 - 2008年10月2日 - 2009年3月26日
- 新保友映（当時：ニッポン放送アナウンサー）※木曜 - 2009年4月2日 - 2010年6月24日
- 前川泰之（俳優、モデル）※最終金曜のみ - 2009年4月24日 - 2010年9月24日
- 牧野紗弥（モデル）※月曜
- 富永沙織（タレント）※月曜
- ミッツ・マングローブ[注 6]（ドラァグクイーン）※水曜 - 2009年8月19日 - 2012年1月18日

#### リポーター
全員「シティリビング」の読者であるOL
- まにょ
- schnee（読みは「シネー」）
- Minty
- mango
- jyapa

## コーナー

### 放送終了時点
- AFTER6 iza NEWS

18時台に放送。同局運営企業であるニッポン放送報道部所属のニュースデスク、もしくはニッポン放送アナウンサーが、産経デジタルのWebサービスであるブログ「iza」から引用したその日のニュースを紹介する。但し、ニッポン放送報道部が地上波ラジオ番組で記事引用するのは加盟している共同通信の配信原稿である。
- 丸の内インフォメーション

丸の内地区で不動産開発を行っている、三菱地所が運営している街の情報Webサイトであるか『Marunouchi.com』に掲載されている丸の内情報を紹介するコーナー。
- Cinema Dolce

映画コーナー。19時台に放送。その週の土曜日に公開される映画から1作品を紹介する。
- 日替わりコーナー

全曜日、19時30分台に放送する。
- 月曜：Luxe Marunouchi

牧野と富永が“リュクス（優雅）”な丸の内情報をリポートするコーナー。
- 火曜：静香の美々っと7days

美容関係が本職である静香が、色々な美容を体当たりで試すコーナー。同コーナーで「大手町・丸の内・有楽町 打ち水プロジェクト」に参加する、同局の運営企業であるニッポン放送所属の女性アナウンサー（五戸美樹、箱崎みどり）のメイクプロデュースを担当した。
- 水曜：Marunouchi Keyperson

丸の内地区で様々な関わるゲストを招いてのトークコーナー。
- 木曜：Viva! La Corda

弦楽器の名曲・名演奏を紹介するコーナーa pieds Marunouchi。
- Music Dolce

20時台に放送。毎回ゲストを招いての演奏等、パーソナリティーとのトークを行う。

### 過去
- 水曜：ミッツ・マングローブの来夢来人へいらっしゃ～い

放送当時、芸能界デビューしておらず新丸ビル内で会員制バー「来夢来人」のママをしていたミッツをバーの常連だった檜原が口説き、2009年6月に新保が番組欠席時に当該番組に出演させ、2010年6月からコーナー化。ちょっと懐かしい洋楽、つい口ずさんでしまう歌謡曲を紹介するコーナー。
- 金曜：City's Dolce

読者OL5人のコーナー 5人のうち1人が出演。
- 火曜：キャサリンPresents! LOVE ENGLISH

日系カナダ人であるキャサリン小林がLovesongの歌詞を教える。
- 火曜：a pieds（アピエ） Marunouchi

静香が（a pieds）徒歩で散策できる丸の内界隈をレポート。